# 힐다의 모험
《힐다의 모험》, 원제 《힐다》(Hilda)는 루크 피어슨의 그래픽 노블 시리즈이다. 출판사는 노브로 프레스이다.
넷플릭스에서 이 책을 원작으로 하는 동명의 애니메이션 시리즈가 제작되어 2018년 공개되었다.

## 주제
이 시리즈는 20세기 후반 스칸디나비아를 연상케하는 세계에서 해당 지역의 문화나 이야기를 다루고 있다. 주인공 힐다는 어린 소녀로 산과 숲속에 둘러싸인 작은 집에서 어머니와 함께 살았지만, 이후에 트롤버그 시(Trolberg)로 이사가게 된다.

## 주요 등장인물
- 힐다(Hilda): 주인공. 영리하고 착하며 호기심 많은 소녀이다. 열린 마음으로 주위의 세상을 탐험하는 것을 좋아한다.
- 엄마(Mum): 성실하고 따뜻한 성격을 가졌지만 때때로 너무 걱정을 할 때도 있다. 어릴 때는 참새 스카우트 활동을 하였다.
- 트위그(Twig): 힐다의 애완동물. 뿔 달린 하얀 여우이다.

## 출판 내력
| 제목                         | 저자 및 일러스트레이터 | 출판사           | 초판 연도 | ISBN               | 각주     |
| ---------------------------- | ---------------------- | ---------------- | --------- | ------------------ | -------- |
| Hildafolk                    | 루크 피어슨            | 노브로 프레스    | 2010      | ISBN 9781907704048 | [ 주 1 ] |
| Hilda and the Midnight Giant | 루크 피어슨            | 노브로 프레스    | 2011      | ISBN 9781907704253 |          |
| Hilda and the Bird Parade    | 루크 피어슨            | 노브로 프레스    | 2012      | ISBN 9781909263062 |          |
| Hilda and the Black Hound    | 루크 피어슨            | 플라잉 아이 북스 | 2014      | ISBN 9781909263185 | [ 주 2 ] |
| Hilda and the Stone Forest   | 루크 피어슨            | 플라잉 아이 북스 | 2016      | ISBN 9781909263741 |          |
| Hilda and the Mountain King  | 루크 피어슨            | 플라잉 아이 북스 | 2019      | ISBN 9781911171171 |          |

다음은 한국어판의 출판 내력이다.
| 제목                           | 저자 및 일러스트레이터 | 역자   | 출판사 | 초판 날짜        | ISBN               | 각주 |
| ------------------------------ | ---------------------- | ------ | ------ | ---------------- | ------------------ | ---- |
| 《힐다, 트롤과 마주치다》      | 루크 피어슨            | 이수영 | 찰리북 | 2018년 9월 21일  | ISBN 9788994368894 |      |
| 《힐다, 거인과 마주치다》      | 루크 피어슨            | 이수영 | 찰리북 | 2018년 11월 10일 | ISBN 9788994368900 |      |
| 《힐다, 말하는 새와 마주치다》 | 루크 피어슨            | 이수영 | 찰리북 | 2018년 12월 20일 | ISBN 9788994368917 |      |

## 평가

### 비평
《코믹 얼라이언스》(Comics Alliance)의 저넬 애슬린(Janelle Asselin)은 고전 명작으로 꼽히는 《아이언 자이언트》와의 그림 비교와 더불어 작품의 성별에 대한 묘사에 대해 칭찬하였다. 주인공 힐다는 여성 등장인물하면 떠오르는 고정관념을 전혀 따르지 않으며, 작품의 내용 역시 관용과 이해, 친절을 추구하는 모든 독자층을 끌어들일 수 있다고 설명하였다. 《뉴욕 타임스》의 패멀라 폴(Pamela Paul)은 《힐다, 말하는 새와 마주치다》의 리뷰에서 피어슨과 미야자키 하야오의 세계관을 비교하면서 다음과 같이 말하였다. “힐다의 세계에서 낮은 타는 듯한 오렌지, 밤색이나 짙은 황록색으로, 밤은 차갑고 캄캄한 청록색과 민트빛 파란색으로 표현된다. 각각의 풍경은 눈을 즐겁게 하는 고유의 매력이 있다.” 《더 뉴요커》의 알렉산드라 랭(Alexandra Lange) 역시 미야자키의 작품과의 유사성에 대해 언급하였으며, 어른과 아이 모두를 아우르는 피어슨의 작품의 복잡성에 대해 설명하였다.
2013년 7월, 독일의 공영 라디오 도이칠란트푼크는 ‘어린 독자를 위한 최고의 책 7선’에 《힐다, 거인과 마주치다》를 선정하였다. 같은 해 11월 《뉴욕 타임스》가 선정한 ‘2013년 주목할 만한 어린이 서적’ 에 《힐다, 말하는 새와 마주치다》가 꼽혔다.

### 수상 및 후보
| 연도 | 상                        | 수상 부문                             | 후보                         | 결과 |
| ---- | ------------------------- | ------------------------------------- | ---------------------------- | ---- |
| 2012 | 영국 만화상               | Young People’s Comic Award            | Hilda and the Midnight Giant | 수상 |
| 2013 | 앙굴렘 국제 만화 페스티벌 | Sélection Jeunesse                    | Hilda and the Bird Parade    | 후보 |
| 2014 | 막스 & 모리츠 상          | Best Comic Book for Kids              | Hilda and the Midnight Giant | 수상 |
| 2014 | 그란 귀니지               | Best Book Series                      | Hilda and the Midnight Giant | 수상 |
| 2014 | 아이스너상                | Best Publication for Kids (ages 8–12) | Hilda and the Bird Parade    | 후보 |
| 2014 | 아이스너상                | Best Writer/Artist                    | Hilda and the Bird Parade    | 후보 |
| 2017 | 아이스너상                | Best Publication for Kids (ages 9–12) | Hilda and the Stone Forest   | 후보 |

## 애니메이션
실버게이트 미디어가 본작을 기반으로 한 애니메이션 시리즈 제작을 예고했으며, 2018년 9월 21일 넷플릭스를 통해 독점 공개되었다.